# アルコ&ピースのほんの気持ちですが!
『アルコ&ピースのほんの気持ちですが!』は、テレビ神奈川で2022年4月2日から2024年3月30日まで放送されたバラエティ番組。アルコ&ピースの冠番組。略称・番組公式ハッシュタグは「ほんきも」。

## 概要
開局50周年を迎えるテレビ神奈川で始まる新番組の1つで、周年コンセプト「感謝のカタチ」に沿って、アルコ&ピースが街ぶらするドキュメントバラエティ。これまでの縁や新しい出会いに感謝しながら、2人がアルピーなりの“ほんの気持ち”でさまざまな恩返しをしていく。
テレビ神奈川で毎週土曜夜9時55分から放送されるほか、地方の一部の民放テレビ局でも遅れて放送される。また、神奈川での放送後、サブスクリプション動画配信サービスでも順次配信される。
またテレビ神奈川では毎週土曜夜10時25分から5分間、次回の番組の見どころを紹介するミニ番組『アルコ&ピースのほんの前置きですが!』が放送されている。『前置き』は放送終了後、tvk公式YouTubeチャンネルにて公開される。

## 出演者
- アルコ&ピース（平子祐希・酒井健太）

字幕放送は酒井の声は黄色、平子の声は水色、その他の声は白で表示されている。
酒井は地元神奈川の川崎出身、平子は相方が川崎出身であったり、家族で横浜に出かけるなど、何かと神奈川は縁深い。

## 放送リスト
| 放送回 | 放送日（tvk） | タイトル                              | 前置き | ロケ地           |
| ------ | ------------- | ------------------------------------- | ------ | ---------------- |
| 第1回  | 2022年4月2日  | 川崎市の学生寮で感謝返し              | 第1話  | 神奈川県川崎市   |
| 第2回  | 2022年4月9日  | 川崎市の学生寮▼宇宙海賊と涙           | 第2話  | 神奈川県川崎市   |
| 第3回  | 2022年4月16日 | 川崎球場と昭和LOVE                    | 第3話  | 神奈川県川崎市   |
| 第4回  | 2022年4月23日 | 川崎球場▽運動神経はそうめん流しに通ず | 第4話  | 神奈川県川崎市   |
| 第5回  | 2022年4月30日 | ドクターベースボール                  | 第5話  | 神奈川県伊勢原市 |
| 第6回  | 2022年5月7日  | 番組初の緊急事態発生                  | 第6話  | 神奈川県伊勢原市 |
| 第7回  | 2022年5月14日 | 横浜中華街をぶらり                    | 第7話  | 神奈川県横浜市   |
| 第8回  | 2022年5月21日 | 横浜中華街「みんなが外交官」          | 第8話  | 神奈川県横浜市   |
| 第9回  | 2022年5月28日 | 横浜元街で「似顔絵大捜査線」          | 第9話  | 神奈川県横浜市   |
| 第10回 | 2022年6月4日  | 横浜元街・「似顔絵大捜査線」後半戦    | 第10話 | 神奈川県横浜市   |
| 第11回 | 2022年6月11日 | 江の島・W看板娘と不器用な職人         | 第11話 | 神奈川県藤沢市   |
| 第12回 | 2022年6月18日 | 江の島・感謝を肴に                    | 第12話 | 神奈川県藤沢市   |
| 第13回 | 2022年6月25日 | 鎌倉＜平子の覚醒＞                    | 第13話 | 神奈川県鎌倉市   |
| 第14回 | 2022年7月2日  | 鎌倉・思い出サプライズ                | 第14話 | 神奈川県鎌倉市   |
| 第15回 | 2022年7月9日  | ご依頼リモート解決!                   | 第15話 | 神奈川県鎌倉市   |
| 第16回 | 2022年7月16日 | 横浜橋通商店街「感謝は地球を救う!」   | 第16話 | 神奈川県横浜市   |
| 第17回 | 2022年7月23日 | 横浜橋通商店街・奇跡と感謝と熱唱      | 第17話 | 神奈川県横浜市   |
| 第18回 | 2022年7月30日 | 謎の木と謎の依頼者                    | 第18話 | 神奈川県横浜市   |
| 第19回 | 2022年8月6日  | 65個の感謝                            | 第19話 | 神奈川県横浜市   |
| 第20回 | 2022年8月13日 | 女子高校生の夢を応援!                 | 第20話 | 神奈川県横浜市   |
| 第21回 | 2022年8月20日 | アルピーのエスコート対決              | 第21話 | 神奈川県横浜市   |
| 第22回 | 2022年8月27日 | 藤沢市・平子パパと酒井パパ            | 第22話 | 神奈川県藤沢市   |

## ネット局
現在の放送時間は、番組公式サイトを参照。
| 放送対象地域   | 放送局                | 系列           | 放送日時                                     | 放送期間                                                     | ネット状況 |
| -------------- | --------------------- | -------------- | -------------------------------------------- | ------------------------------------------------------------ | ---------- |
| 神奈川県       | テレビ神奈川（tvk）   | 独立局         | 土曜 21:55 - 22:25                           | 2022年4月2日 - 2024年3月30日                                 | 制作局     |
| 神奈川県       | テレビ神奈川（tvk）   | 独立局         | 金曜 18:30 - 19:00                           | 2022年8月4日 -                                               | 再放送     |
| 東京都         | TOKYO MX（MX）        | 独立局         | 火曜 2:35 -3:05（月曜深夜）                  | 2023年4月3日 -                                               | 遅れネット |
| 兵庫県         | サンテレビ（SUN）     | 独立局         | 水曜 0:30 - 1:00（火曜深夜）                 | 2022年4月6日 - 2024年4月3日                                  | 遅れネット |
| 千葉県         | チバテレビ（CTC）     | 独立局         | 水曜 23:00 - 23:30                           | 2022年4月6日 - 2024年4月3日                                  | 遅れネット |
| 京都府         | KBS京都（KBS）        | 独立局         | 土曜 8:30 - 9:00                             | 2022年4月9日 -                                               | 遅れネット |
| 埼玉県         | テレビ埼玉（TVS）     | 独立局         | 日曜 0:00 - 0:30（土曜深夜）                 | 2022年4月9日 -                                               | 遅れネット |
| 三重県         | 三重テレビ（MTV）     | 独立局         | 水曜 1:20 - 1:50（火曜深夜）                 | 2022年4月13日 -                                              | 遅れネット |
| 栃木県         | とちぎテレビ（GYT）   | 独立局         | 土曜 14:30 - 15:00水曜 20:00 - 20:30         | 2022年4月30日 - 2023年3月25日2023年4月5日 -                  | 遅れネット |
| 群馬県         | 群馬テレビ（GTV）     | 独立局         | 日曜 21:00 - 21:30                           | 2022年5月22日 -                                              | 遅れネット |
| 静岡県         | 静岡放送（SBS）       | TBS系列        | 土曜 6:30 - 7:00日曜 2:13 - 2:43（土曜深夜） | 2022年4月16日 - 9月17日2022年10月8日 - 2023年3月25日         | 遅れネット |
| 岡山県・香川県 | 山陽放送（RSK）       | TBS系列        | 土曜 1:28 - 1:58（金曜深夜）                 | 2023年4月15日 -                                              | 遅れネット |
| 福島県         | 福島中央テレビ（FCT） | 日本テレビ系列 | 月曜 1:25 - 1:55（日曜深夜）                 | 2022年5月2日 -                                               | 遅れネット |
| 北海道         | 札幌テレビ（STV）     | 日本テレビ系列 | 水曜 1:54 - 2:24（火曜深夜）                 | 2022年6月1日 - 2024年3月26日                                 | 遅れネット |
| 石川県         | 北陸朝日放送（HAB）   | テレビ朝日系列 | 土曜 1:25 - 1:55（金曜深夜）日曜 5:50 - 6:20 | 2022年6月4日 - （不明） 2024年7月 - （不明） - 2024年6月29日 | 遅れネット |
| 宮城県         | 仙台放送（OX）        | フジテレビ系列 | 火曜 0:55 - 1:25（月曜深夜）                 | 2022年6月27日 -                                              | 遅れネット |
| 山口県         | 山口放送（KRY）       | 日本テレビ系列 | 不定期放送                                   | 2022年7月16日 -                                              | 遅れネット |

## 配信

### 見放題配信
- Amazonプライムビデオ
- FODプレミアム
- U-NEXT
- ひかりTV

### 期間限定配信
- 2023年3月20日から同月31日まで、tvk開局50周年記念イベントの一環として、期間限定で在京民放キー局5社が共同運営しているTVerでの配信を行った[3][4]。なお、本番組は日本テレビが運営している無料動画配信サービス「日テレ無料TADA!」に提供しており、TVerでは更にその供給を受ける形で配信されている。この経緯から、TVerでは日本テレビ系列の番組として扱われていた[5]。

## スタッフ
- ナレーター：森倉智奈央
- 構成：小川賢治
- カメラ：小野寺康敏
- 音声：松橋利行
- デザイン：高津まさき
- MA：田倉学
- 技術協力：テクノマックス
- メイク：瀧本絵里子
- 衣装協力：BASE-1
- 協力：太田プロダクション
- 編成：杉内裕介
- 広報：高橋桂祐、木村麻里恵、諸留さくら
- ディレクター：野間夕里
- 演出：及川桂一
- プロデューサー：藤井友美子、今泉昌子、高橋久直
- チーフプロデューサー：遠藤幹彦
- 制作協力：極東電視台
- 制作著作：テレビ神奈川

### 過去
- ナレーター：秋元玲奈（家族の仕事の都合でロンドンに移住のため卒業。2022年7月23日まで）、三戸なつめ
- 構成：岩本哲也
- 演出：内田潔